# منتخب أوغندا لاتحاد الرغبي
منتخب أوغندا الوطني لاتحاد الرغبي (بالإنجليزية: Uganda national rugby union team)‏ هو ممثل أوغندا الرسمي في المنافسات الدولية في اتحاد الرغبي .